# Ундино-Поселье
Ундино-Поселье — село в юго-западной части Балейского района Забайкальского края России. Является центром сельского поселения «Ундино-Посельское».
Население — 888 чел. (2021).

## География
Село расположено в 18 км от реки Онон‚ на её правом притоке — реке Унда‚ в 45 км к юго-западу от районного центра, города Балея. В состав сельского поселения «Ундино-Посельское» входит также село Джида. С северо-восточной стороны и далее через населенный пункт проходит автомобильная дорога (76Н-010). Основной транспортной связью с. Ундино-Поселье с соседними поселениями Балейского района являются существующие автодороги. По территории поселка проходит поселковая дорога, которая обеспечивает связь с внешними дорогами общей сети.
В геоморфологическом отношении площадка рассоложена на 2-й надпойменной террасе реки Унда.
Геологическое строение площадки представлено аллювиальными отложениями четвертичного возраста. Отложения представлены: галечниковым грунтом с песчано-супесчаным заполнением.
Геологические условия площадки характеризуются распространением подмерзлотных вод порово-пластового типа, вскрытия на глубине 22,5 м под нижней границей мерзлоты.
Геокриологические условия, характеризуются сплошным распространением многолетней мерзлоты сливающегося типа. Нижняя граница мерзлоты расположена на глубине 22,5 м, мерзлые грунты массивной криогенной текстуры, при оттаивании влажные. Нормативная глубина сезонного оттаивания по данным многолетних наблюдений в данном регионе составляет 4,00 м.

## История
Основано в 1736 году крестьянами-переселенцами из западной России. В XVIII—XIX веках известно как селение Ундинское, Успенской волости. В XIX веке селение пополнялось отбывшими сроки каторги и определёнными на бессрочное поселение в Сибири. Среди жителей было много татар‚ белорусов, украинцев, поляков. Основное занятие жителей — земледелие и скотоводство. В 1861 году была построена церковь. В годы коллективизации создано 5 колхозов, объединённых в 1950 году в колхоз «Победа». В 1970—1980-х годах появились новые улицы. Возведено трёхэтажное здание детского комбината с плавательным бассейном.

## Население
| 1923 | 1989  | 2002  | 2010  | 2021 |
| ---- | ----- | ----- | ----- | ---- |
| 2641 | ↘1852 | ↘1471 | ↘1183 | ↘888 |

## Предприятия и культура
В селе действует МТС. Так же имеются: средняя школа, детский сад, Дом культуры (с 1956 года), библиотека, сельская участковая больница‚ почта. Основное занятие жителей — сельскохозяйственное производство в коллективном (колхоз «Победа») и личных подсобных хозяйствах.

## Известные уроженцы
- Толочкин, Василий Иннокентьевич (1919—1977) — полный кавалер ордена Славы[5].
- Гладков, Фёдор Васильевич (1883—1958) — писатель, работал в селе учителем в 1902—1903 годах.
- Гордеев Александр Николаевич (1956—2019) — русский писатель.